# Choteje
Choteje är en ort i kommunen San Felipe del Progreso i delstaten Mexiko i Mexiko. Samhället hade 1 564 invånare vid folkräkningen 2020.